# سیو (قمر)
 سیو (ماه)ˈseɪ.oʊ نام یکی از ماه‌های نپتون است که در سال ۲۰۰۲ میلادی کشف شد.
قطر آن ۴۴ کیلومتر، جرمش ۵٫۸‎×۱۰۱۶ کیلوگرم، نیم محور بزرگ چرخش آن به دور نپتون ۲۲٬۲۲۸٬۰۰۰ کیلومتر، دوره مداری آن ۲٬۹۱۲/۷۲ روز، انحراف مداری ۵۳/۴۸۳ درجه و خروج از مرکز آن ۰/۱۳۶۵ است.